# Songgwangsa
Songgwangsa () è un tempio buddista sito sul monte Jogye nella provincia del Jeolla Meridionale, Corea del Sud, all'interno del Parco provinciale del Jogyesan. È uno dei templi più antichi del buddismo Seon e fa parte dei Tre Templi Gioiello insieme a Tongdosa e Haeinsa: Tongdosa rappresenta Gautama Buddha, Haeinsa rappresenta il dharma e Songgwangsa rappresenta il sangha.
Sebbene si trovi sotto la giurisdizione dell'ordine Jogye di Seul, Songgwangsa agisce come ente autonomo e controlla una rete di 49 piccoli templi succursali i cui abati sono scelti tra i monaci del monastero principale. È il tempio principale del 21° distretto dell'ordine Jogye e tra i venticinque monasteri principali dell'ordine.

## Storia
Secondo antichi documenti, Songgwangsa venne fondato dal maestro zen Hyerin nell'867 con il nome di Gilsangsa. Era di dimensioni ridotte (circa 100 kan, o 37 metri quadrati) e ospitava 30-40 monaci. Poiché non sono state trovate ulteriori informazioni su Hyerin, Robert E. Buswell afferma che questi potrebbe essere stato una figura leggendaria. Il monaco Seokjo cercò di ampliare Gilsangsa durante il regno di Injong di Goryeo (r. 1122-1146), ma morì prima di riuscirci.
Nel 1190, il monaco Jinul (1158-1210) fondò una piccola comunità buddista, Jeonghyegyeolsa, che sette anni dopo trasferì in un eremo sul monte Jogye in quanto il tempio che la ospitava era ormai diventato troppo piccolo. Secondo una leggenda, l'eremo venne costruito nel luogo in cui atterrò una gru di legno che Jinul aveva scolpito e inviato a cercare il posto giusto per i suoi seguaci.
Songgwangsa venne distrutto e ricostruito diverse volte tra il XVI secolo e la Guerra di Corea; una ristrutturazione del 1988 lo riportò alla conformazione originale, che prevedeva quattordici edifici. Nel 1980 il maestro Kusan fondò Koryo Sa, la prima filiale estera del tempio, nella Koreatown di Los Angeles.

## Complesso
La strada per accedere a Songgwangsa è fiancheggiata da pini giganti e attraversa una valle con un ponte a padiglione rotondo chiamato Cheongnyanggak, progettato come luogo di sosta. Due ponti costruiti sopra un ruscello conducono all'ingresso, di fronte al quale si trovano due casette di funzione incerta: secondo alcuni, servivano a conservare i nomi e i resti dei defunti che avevano chiesto di essere tenuti vicino al tempio dopo la loro morte; secondo altri erano il luogo in cui i membri della famiglia reale, dopo aver fatto il bagno, indossavano gli abiti nuziali prima del matrimonio.
La planimetria del monastero ricorda il "diagramma del sigillo dell'oceano" o diagramma della ruota del dharma, che si dice sia indicativo della dottrina coreana Hwaeom. Contrariamente alla maggior parte dei templi buddisti dove la posizione più alta è occupata dalla sala principale, a Songgwangsa gli edifici più in alto sono la Sala degli Insegnamenti, la Sala dei Ritratti dei Maestri e la residenza del capo spirituale. Vicino a quest'ultima si trova una casetta del XV secolo, che si ritiene sia uno dei più antichi quartieri residenziali in Corea.
La sala principale (Daeungjeon) è accessibile tramite un cancello costruito nello stile tradizionale con travi di legno. Contiene un santuario di Vairocana, il Buddha Dharmakāya, e reliquie legate alla scuola buddista Hwaeom, oltre alle statue di Dipamkara, Sakyamuni e Maitreya. Diverse statue lo circondano, e nell'edificio si trovano anche un gigantesco taenghwa (pittura su rotolo) con un pantheon buddista e un ritratto del guardiano generale del buddismo, Wita, su una delle pareti laterali.
Il santuario principale del tempio centrale è alto circa 7,6 metri ed è costruito su un altare di legno circuambulabile. La sala d'ingresso contiene le statue dei quattro re celesti che agiscono come protettori del Dharma per allontanare gli spiriti maligni.
A lato dell'edificio principale si trova il Jijangjeon, che contiene una statua del Buddha e il Seungbojeo, che spiega la sua affiliazione e importanza per il buddismo Seon. Appena sotto il complesso del tempio principale, che è realizzato in legno, si trova un gruppo di stele di pietra, tutte alte circa 2,4 metri, che raccontano la storia del monastero. La vicina Torre di Tamburo e Campana (Chonggoru) contiene gli utensili usati storicamente in ambito domestico dal monastero.
In qualità di rappresentante del sangha, la comunità dei monaci buddisti, Songgwangsa ospita un gran numero di stele e pagode contenenti le ceneri dei maestri che vi hanno vissuto.
Il complesso del tempio ha tre grandi tesori: Bisari Gusi, un enorme contenitore per il riso che poteva sfamare 4.000 monaci; Ssanghyangsu, ovverosia due grandi ginepri cinesi (Juniperus chinensis); Neunggyeonnansa, un piatto dal design intricato.